# رغل ديفيسي
رغل ديفيسي (الاسم العلمي: Atriplex davisii) هو نوع نباتي يتبع جنس الرغل من فصيلة القطيفية.